# 楊煚
杨煚（?—?），又名杨然，字公隐，唐朝官员，出自弘农杨氏，杨嗣复之孙，杨授之子。
杨煚进士及第，担任左拾遗。唐昭宗即位，经常游宴，不管时事，杨煚上疏极谏。昭宗赐给他绯袍象笏。后来历任太常博士、户部员外郎等职。唐末关中大乱，崔胤引朱全忠入京师，杨煚带着全家避难到湖南。官至谏议大夫。